# Anton Jaeck
Anton Jaeck (Basel, 10 februari 1882 - 17 november 1942) was een Zwitsers professioneel wielrenner van 1901 tot 1913.
In 1902 eindigde hij derde in Marseille-Parijs deel b achter Pasquier en Lefebvre.
Jaeck deed mee aan de Ronde van Frankrijk in 1903, maar in de derde etappe moest hij samen met onder anderen zijn landgenoot Charles Laeser opgeven. Hetzelfde jaar werd hij tweede in de Bol d'Or na Léon Georget en voor Rodolfo Muller.
Een jaar later, in de editie van 1904, stond hij niet aan de start van de tweede etappe en in 1905 stond hij zelfs niet aan de start van de eerste etappe. In 1907 en 1909 moest hij ook opgeven. In 1909 deed hij ook mee aan Parijs-Roubaix waar hij ook moest opgeven.

## Grote rondes
Eindklasseringen in grote rondes, met tussen haakjes het aantal etappeoverwinningen.
| Jaar | Ronde van Italië | Ronde van Frankrijk | Ronde van Spanje |
| ---- | ---------------- | ------------------- | ---------------- |
| 1903 |                  | opgave              |                  |
| 1904 |                  | opgave              |                  |
| 1905 |                  |                     |                  |
| 1906 |                  |                     |                  |
| 1907 |                  | opgave              |                  |
| 1908 |                  |                     |                  |
| 1909 |                  | opgave              |                  |

- Bibliothèque nationale de France: cb14977161w (data)
- International Standard Name Identifier: 0000 0004 5094 1781
- Virtual International Authority File: 316737169